# St. Jakobus (Vierkirchen)

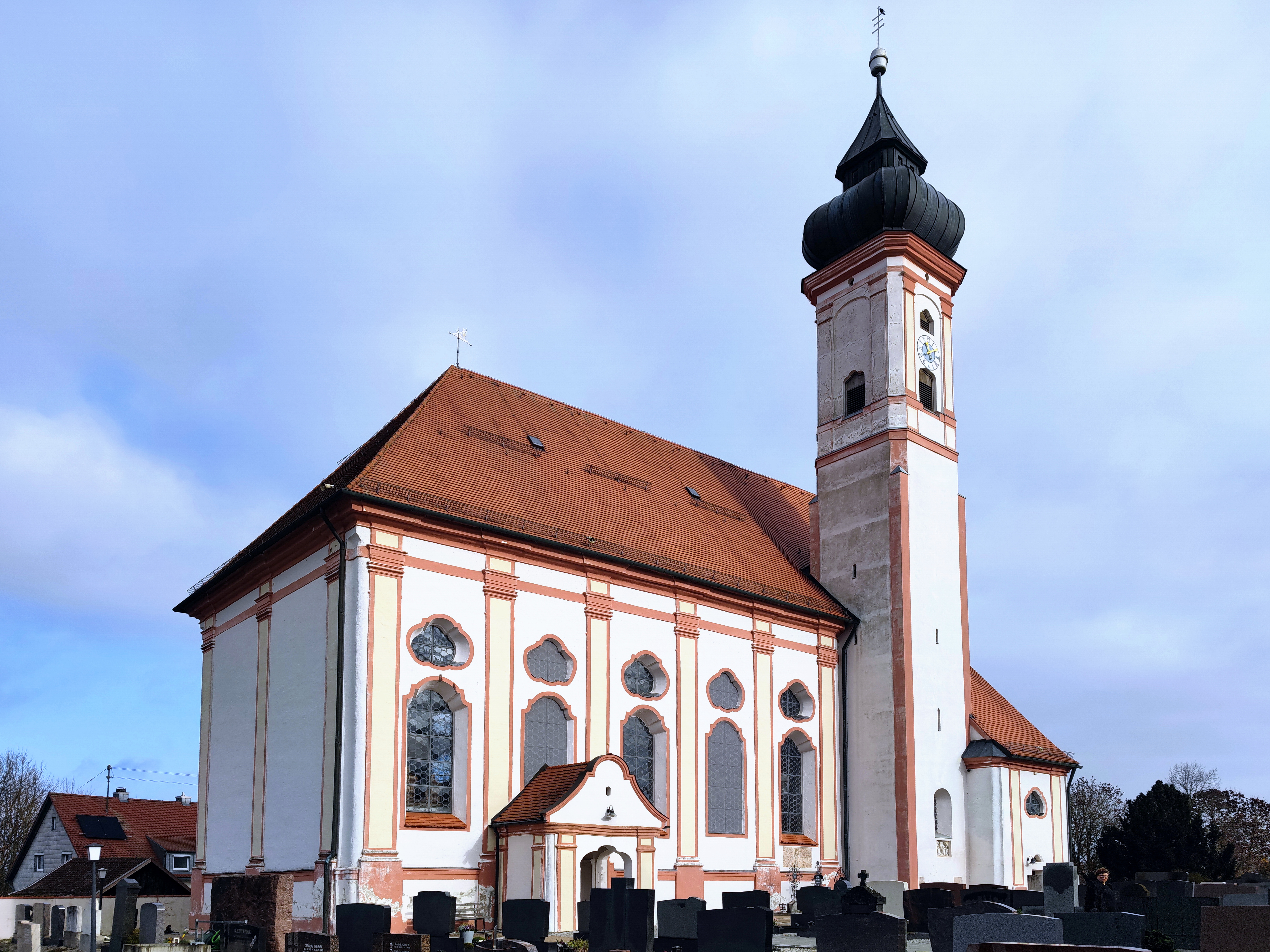
Pfarrkirche St. Jakobus

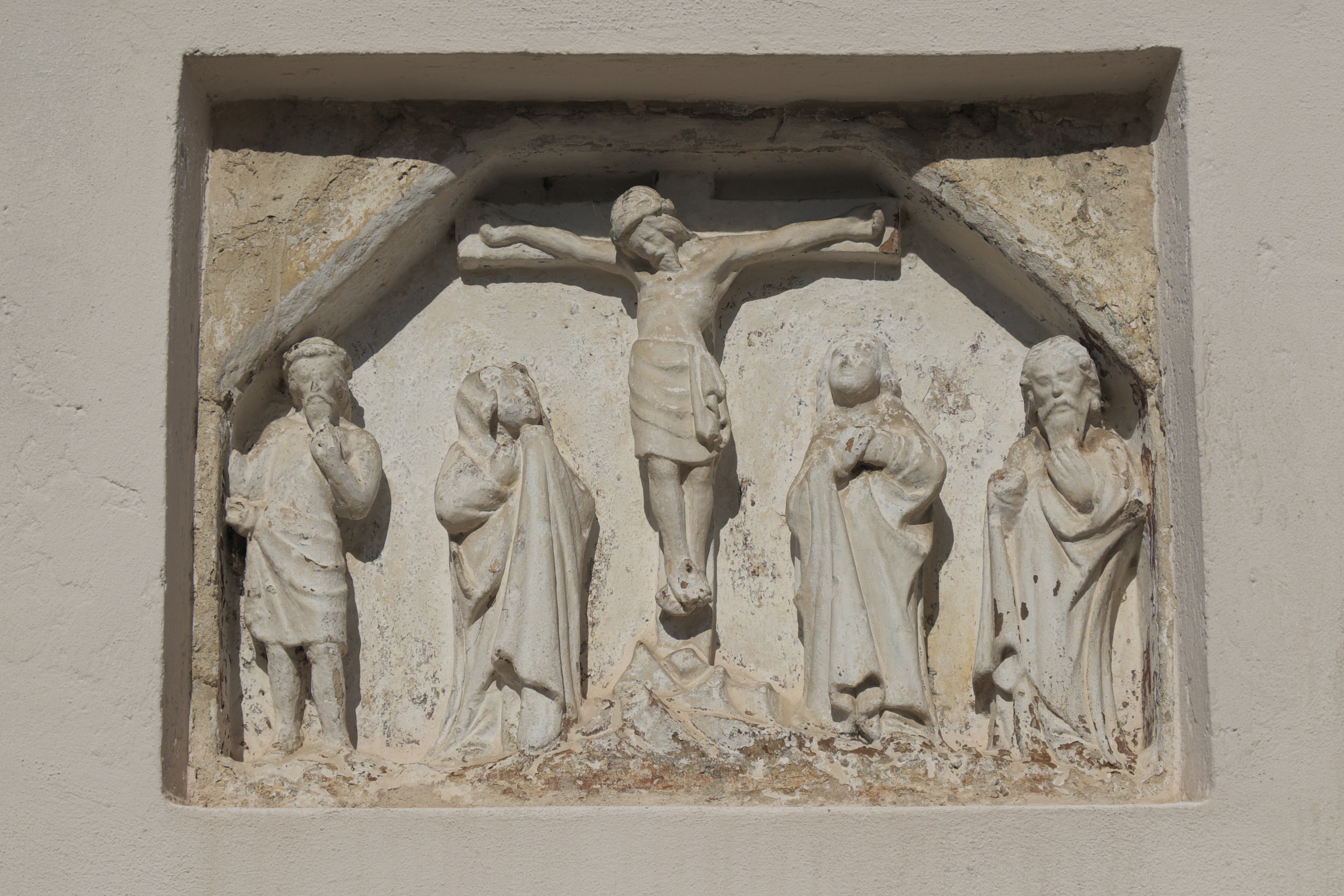
Kreuzigungsrelief am Turm

Die katholische Pfarrkirche St. Jakobus in Vierkirchen im oberbayerischen Landkreis Dachau wurde in der zweiten Hälfte des 18. Jahrhunderts an der Stelle mehrerer Vorgängerbauten im Stil des Rokoko errichtet. Die Kirche, die dem Apostel Jakobus dem Älteren, dem Schutzpatron der Pilger und Reisenden, geweiht ist, gehört zu den geschützten Baudenkmälern in Bayern.

## Geschichte
Eine erste, vermutlich aus Holz erbaute Kirche gilt bereits für das Jahr 779 als gesichert. Im Jahr 820 wird die Kirche von „Feohtkircha“, die ursprünglich Jesus Christus, dem Erlöser, geweiht war, erstmals schriftlich erwähnt. Vierkirchen war wohl schon im 9. Jahrhundert Urpfarrei. In der Konradinischen Matrikel, dem 1315/16 erstellten Güterverzeichnis des Bistums Freising, wird die Pfarrei mit neun Filialkirchen beschrieben.
Nachdem die spätgotische Vorgängerkirche im Jahr 1759 eingestürzt war, erfolgte in den Jahren 1763 bis 1767 unter Pfarrer Johann Georg Gröbmaier nach Plänen des Dachauer Schlossmaurermeisters Anton Glonner, der auch die Bauleitung innehatte, der Neubau der Kirche. Im Jahr 1779 wurde die neue Kirche durch den Freisinger Fürstbischof Ludwig Joseph von Welden geweiht. Vom gotischen Vorgängerbau blieb nur der Turmunterbau erhalten. Die Ausstattung der Kirche wurde erst im Jahr 1789 unter dem damaligen Pfarrer Johann Baptist Aloysius von Edling vollendet, wie aus der Inschrift an der Oratorienbrüstung im Chor hervorgeht.

## Architektur

### Außenbau

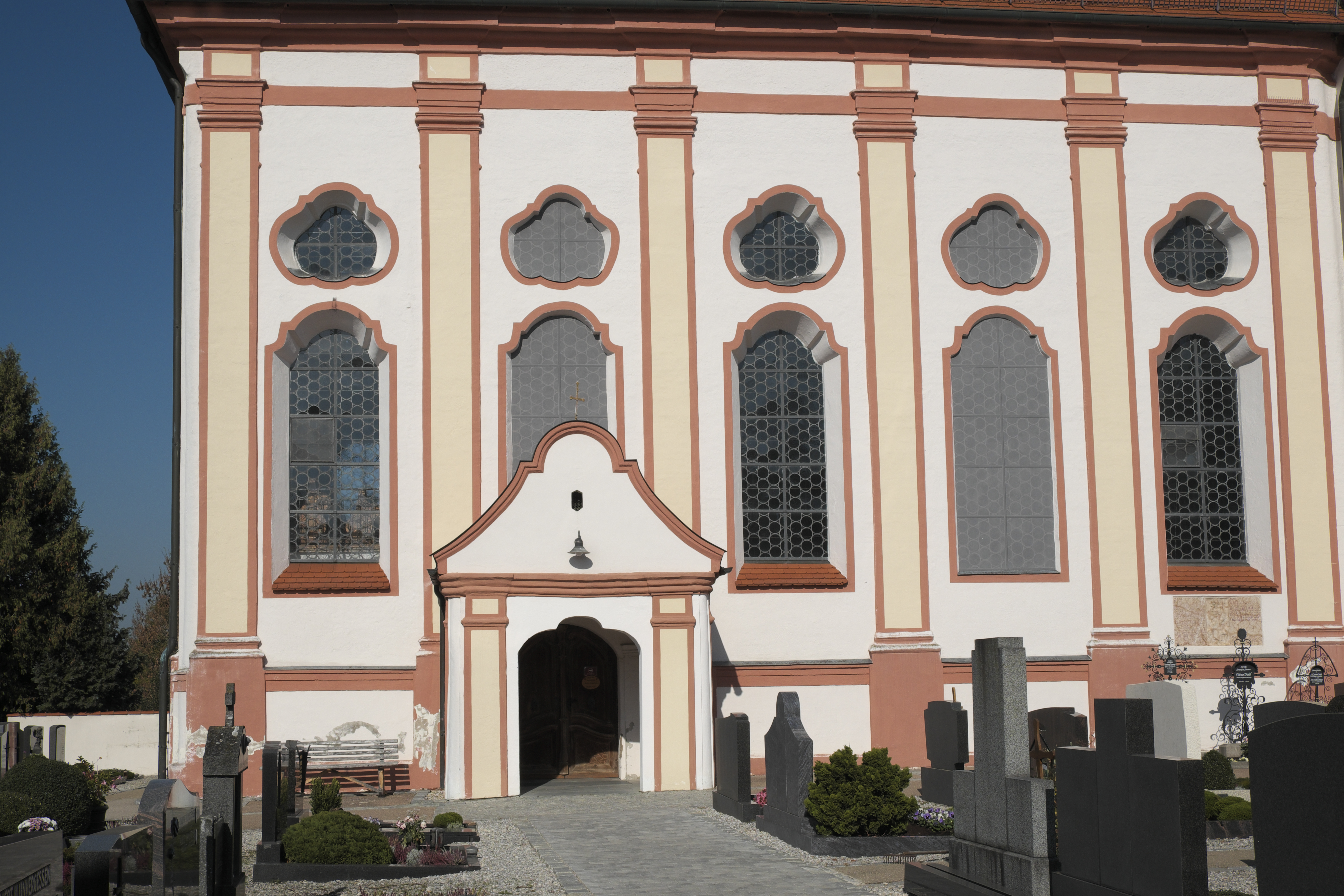
Langhaus mit Vorzeichen

Im südlichen Chorwinkel steht der im Grundriss quadratische, 36 Meter hohe Glockenturm, der über dem gotischen Unterbau errichtet wurde. Der oktogonale Aufbau wird von einer Zwiebelhaube mit Laterne und Pyramidenspitze bekrönt, durch die die alte Turmzwiebel aus dem 18. Jahrhundert bei der Renovierung der Kirche im Jahr 1876 ersetzt wurde. An der Außenmauer des Turms ist ein gotisches Steinrelief mit der Kreuzigungsszene erhalten. Zwischen Turm und Chor ist die Sakristei eingefügt und darüber ein Oratorium eingerichtet. Die Außenmauern von Chor und Langhaus werden durch flache Pilaster gegliedert und sind von großen Rundbogenfenstern mit darüberliegenden Dreipassöffnungen durchbrochen. An das südliche Langhaus ist ein nach zwei Seiten offenes, mit einem Satteldach gedecktes Vorzeichen angebaut.

### Innenraum

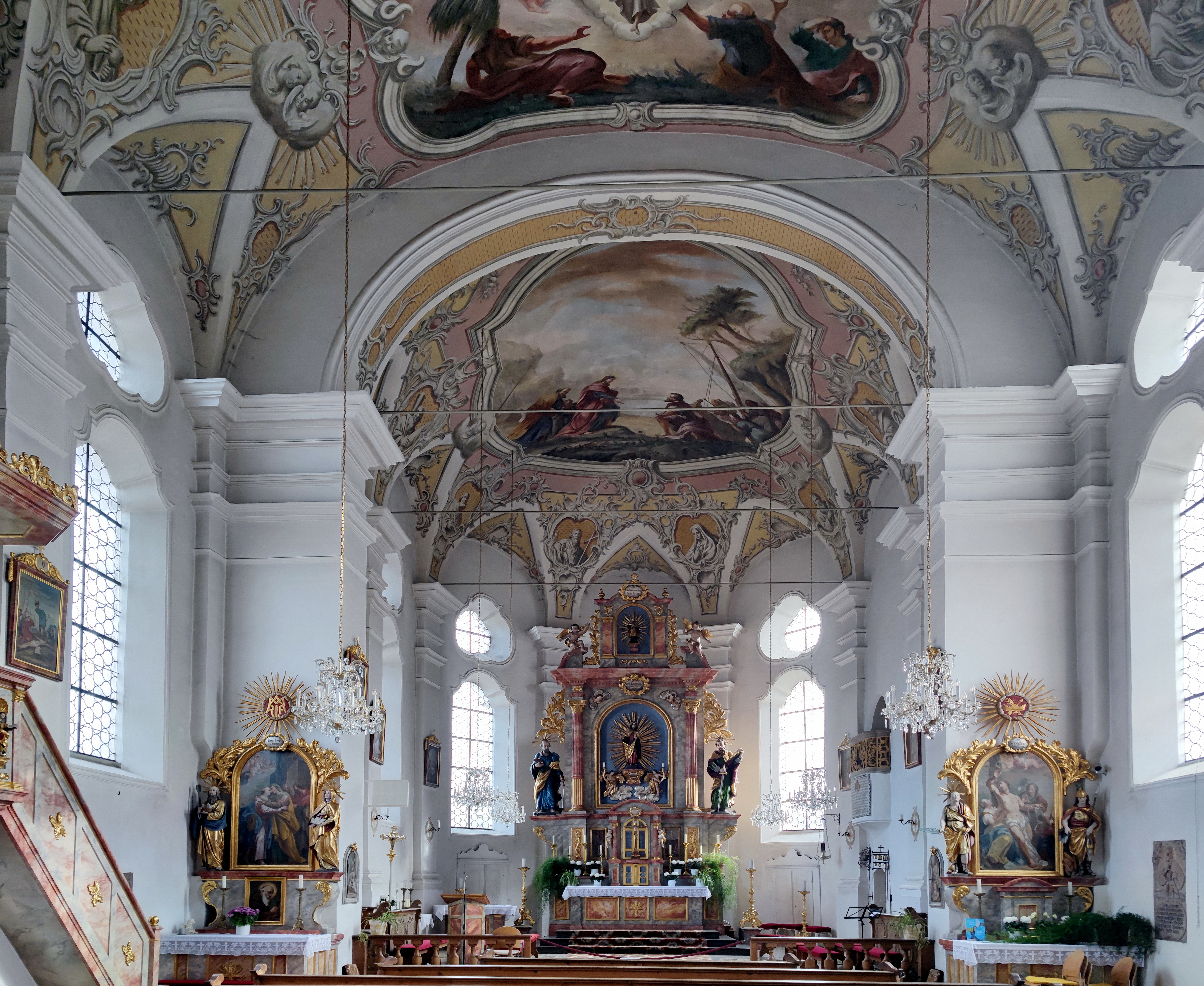
Innenraum

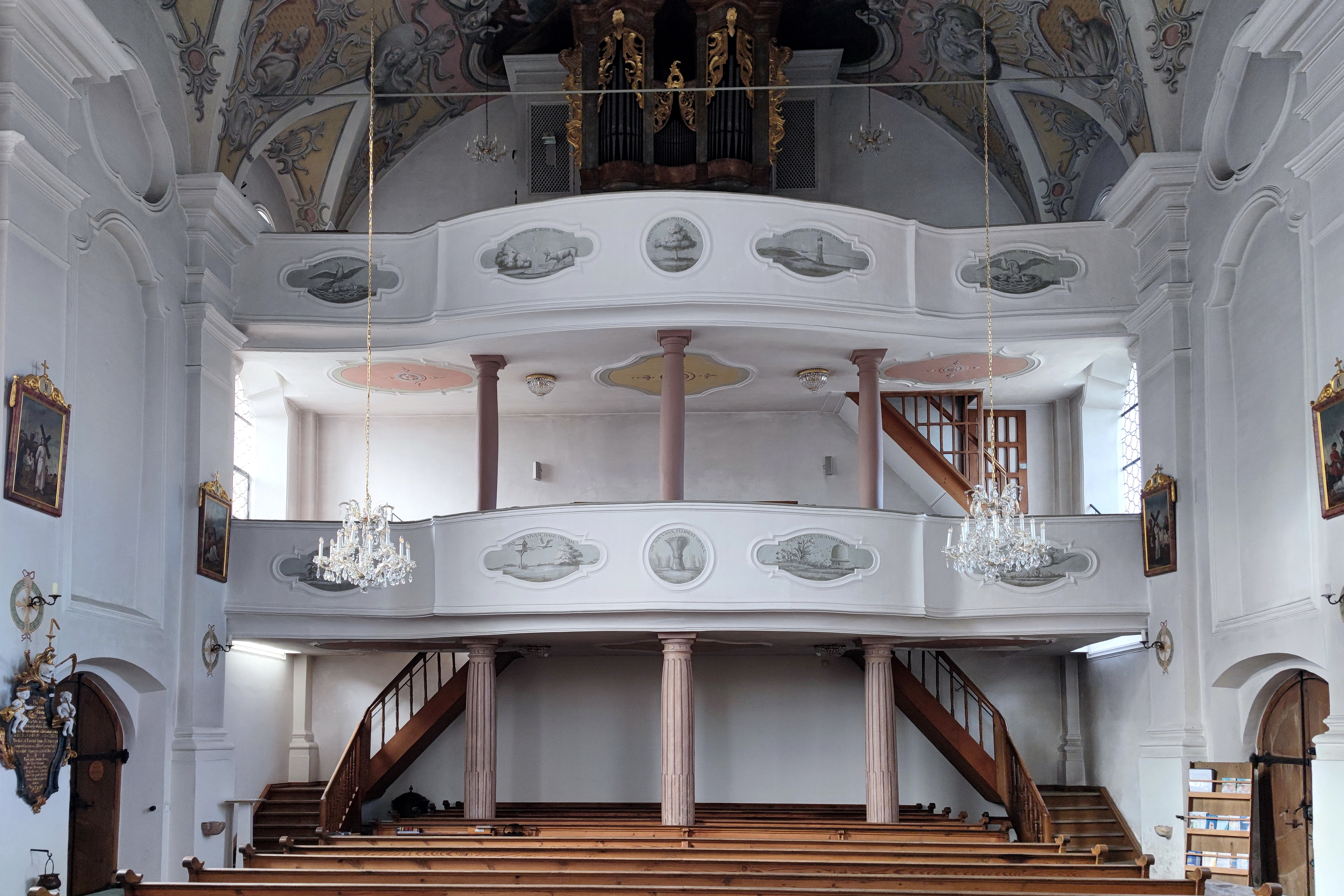
Doppelempore

Der Innenraum, ein fünfachsiger Saalbau, wird wie der Außenbau durch flache Pilaster gegliedert. Der leicht eingezogene Chor ist zweiachsig und halbrund geschlossen. Auf der rechten Seite ist in die Chorwand ein Oratorium eingeschnitten. Chor und Langhaus werden von Stichkappentonnen gedeckt. Den westlichen Abschluss des Langhauses bildet eine Doppelempore. Sie ruht auf sechs kannelierten Holzsäulen und besitzt noch ihr Gestühl aus der Erbauungszeit. Die Emporenbrüstung ist mit emblematischen Grisaille-Fresken verziert.

## Deckenmalereien
Die Deckenfresken wurden um 1764/65 von Johann Georg Dieffenbrunner geschaffen. Auf ihnen sind Szenen aus dem Leben des Kirchenpatrons dargestellt. Im Chor sieht man die Berufung des Apostels, im Langhaus sein Martyrium. Die beiden kleineren Bilder zeigen vor dem Chorbogen die Verklärung Jesu auf dem Berg Tabor und über der Empore Salome, die Mutter des Jakobus, vor Jesus. Auf den Gewölbezwickeln im Chor und im Langhaus sind Rocaillekartuschen mit den Darstellungen von Maria und Jesus und den Aposteln gemalt.

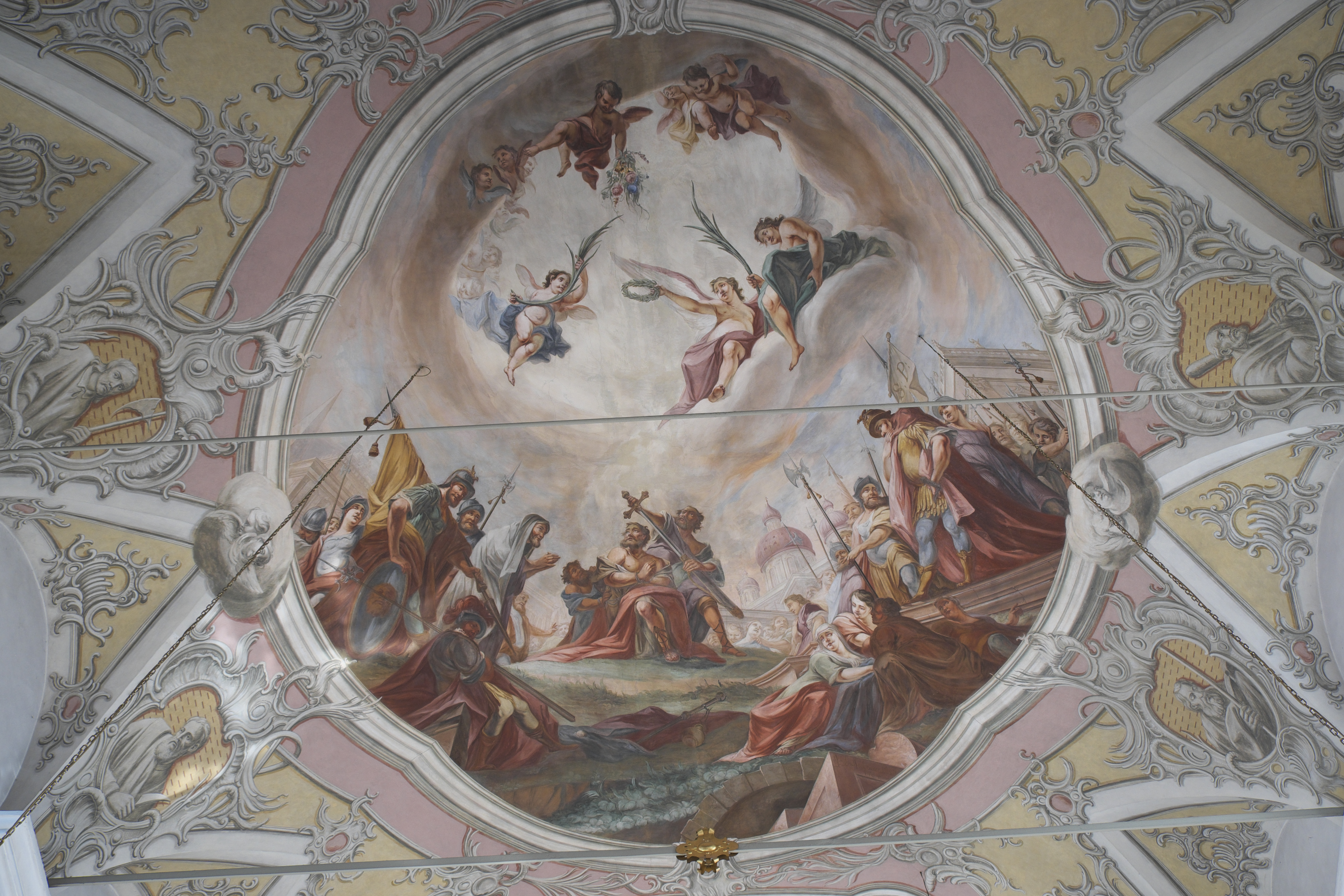
Martyrium des Jakobus
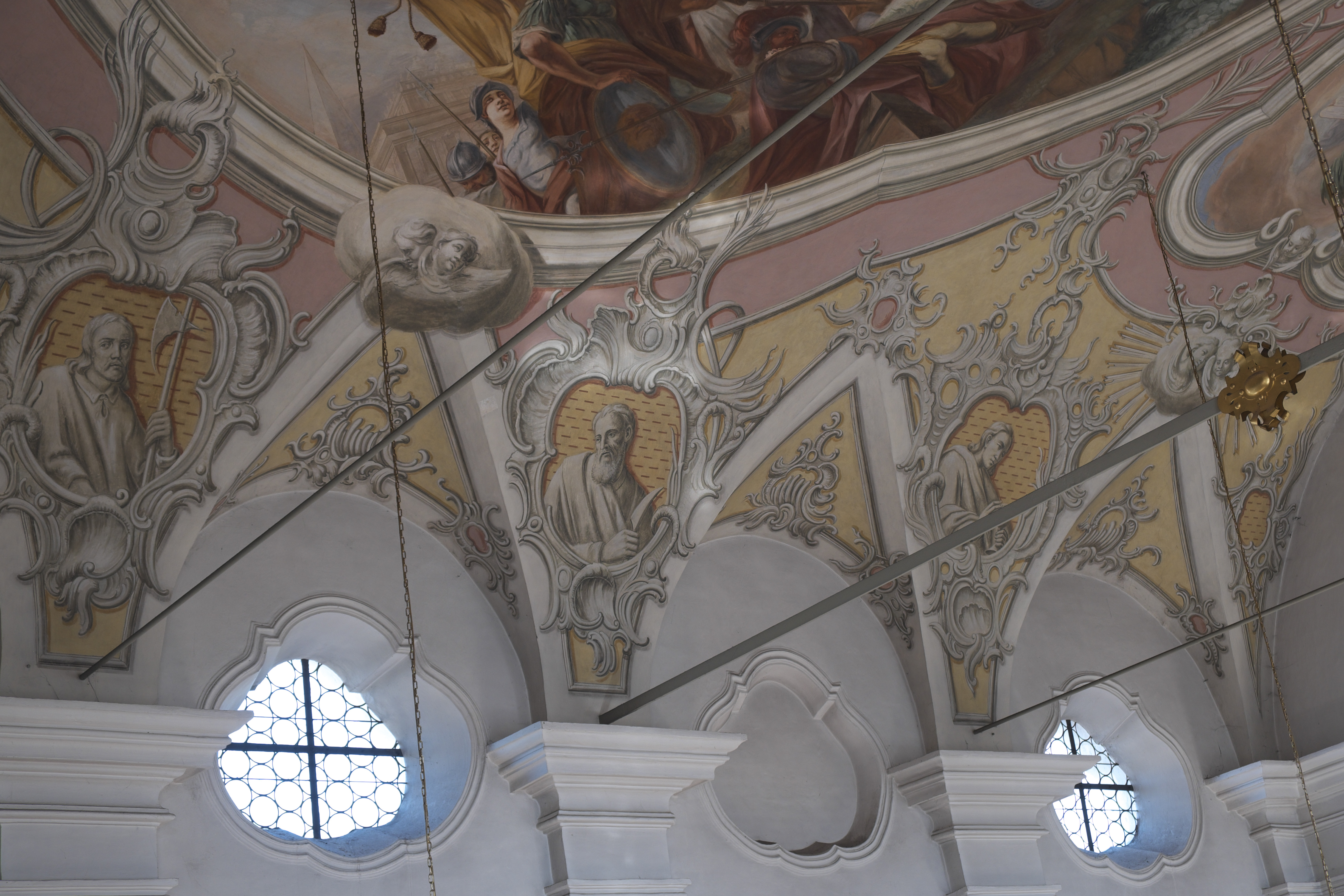
Rocaillekartuschen mit Apostel
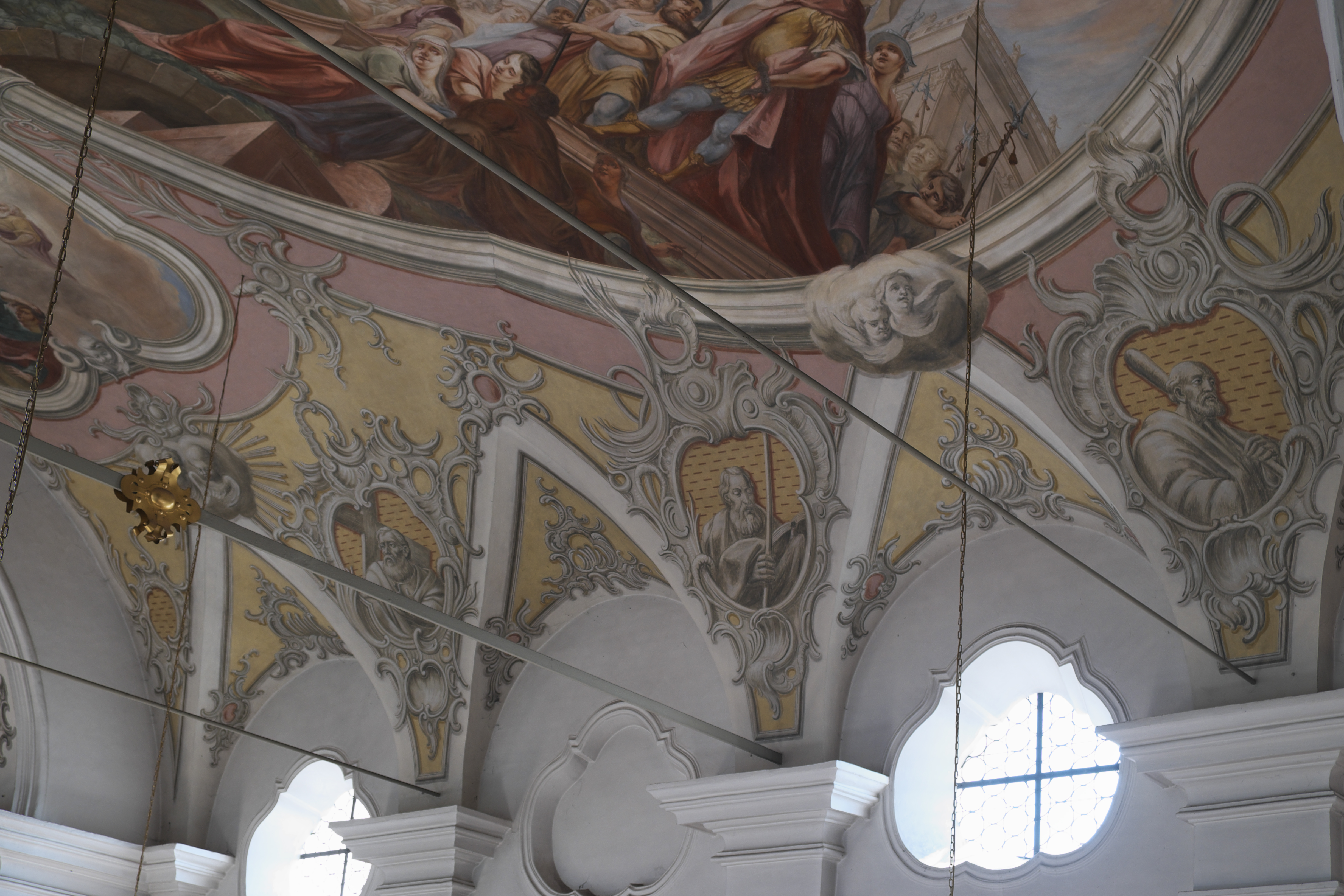
Rocaillekartuschen mit Apostel
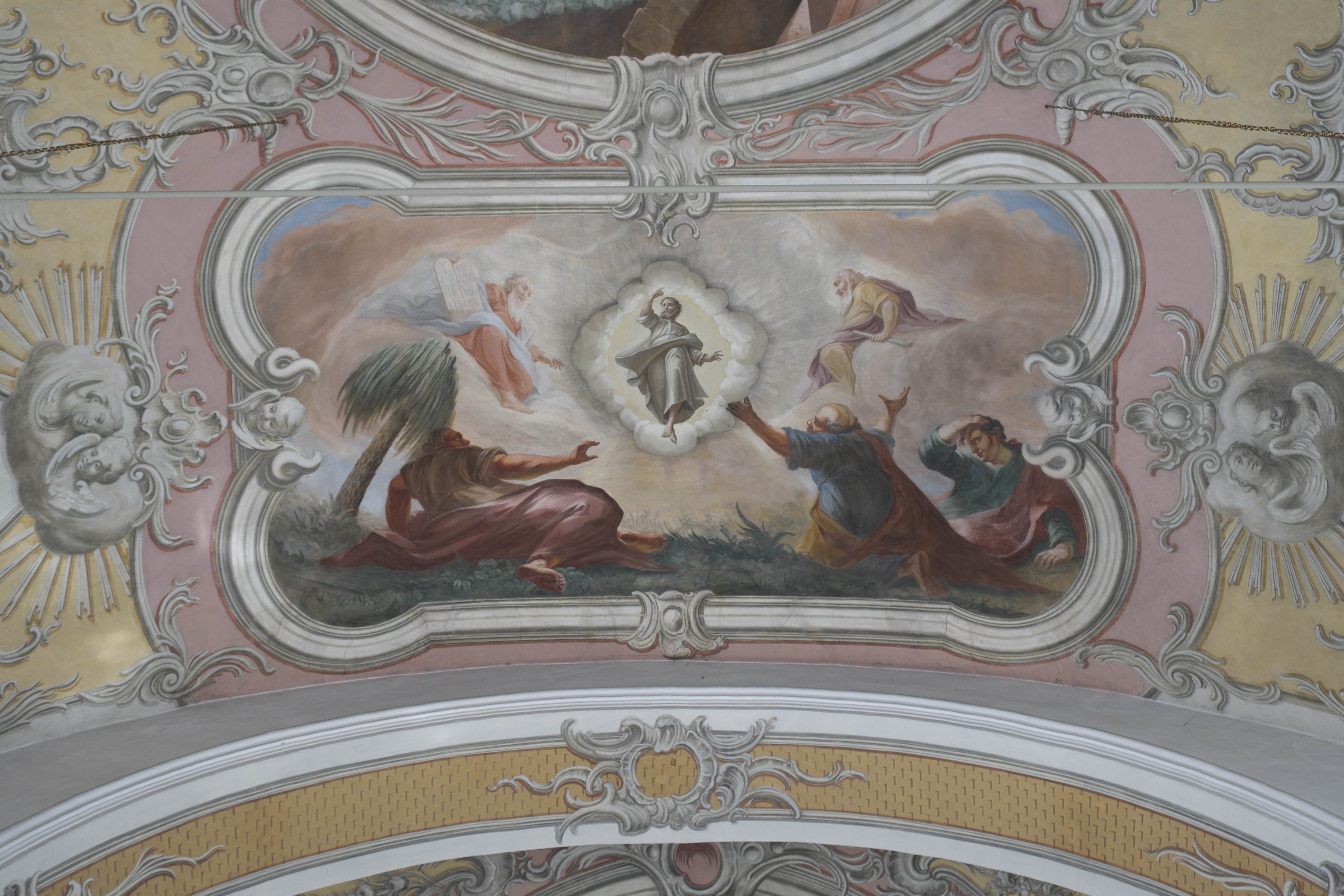
Verklärung Jesu

## Ausstattung

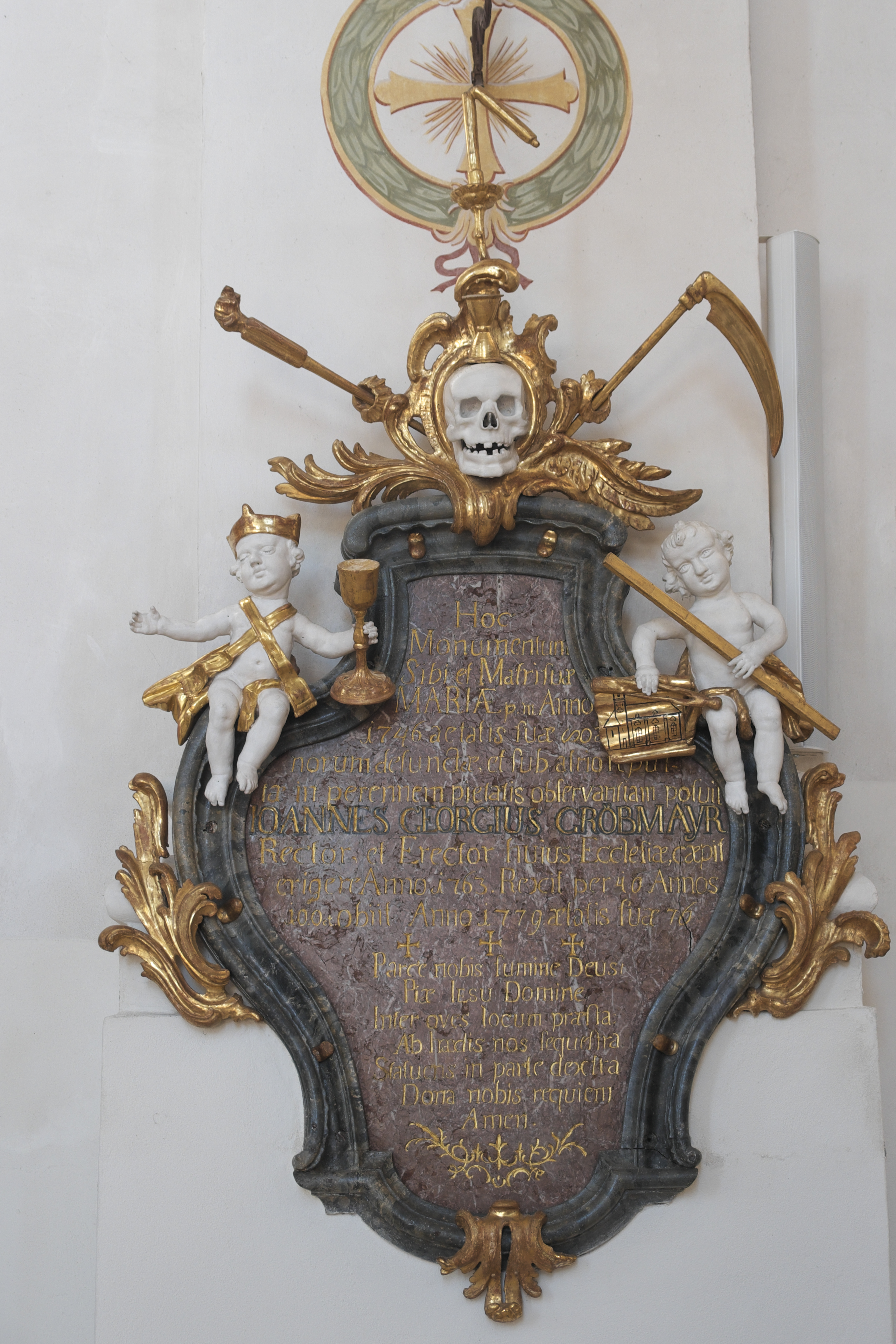
Epitaph für Johann Georg Gröbmaier

- Der Hochaltar stammt wie die beiden Seitenaltäre aus dem Jahr 1710 und wurde aus der Vorgängerkirche übernommen. Im Zentrum des Altars steht die Figur des Apostels Jakobus aus dem frühen 16. Jahrhundert. Jakobus ist von einem Strahlenkranz umgeben und hält in der rechten Hand einen Pilgerstab und in der linken eine Muschel. Im Altarauszug erkennt man die Figur des heiligen Johannes Nepomuk aus der Zeit um 1770. Die beiden Assistenzfiguren, die Apostel Petrus und Paulus, sind moderne Hinzufügungen.
- Die Seitenaltarbilder wurden 1787 vom Freisinger Hofmaler Johann Baptist Deyrer ausgeführt. Auf dem linken Altarblatt ist Mariä Heimsuchung dargestellt, auf dem rechten Altarblatt das Martyrium des heiligen Sebastian. Die Assistenzfiguren, der heilige Joachim und die heilige Anna am linken Altar, der heilige Vitus und der heilige Florian am rechten Altar, stammen aus dem Ende des 19. Jahrhunderts.
- An der Innenseite des Chorbogens sind zwei Nischen eingelassen, in denen heilige Öle, links für die Krankensalbung, rechts der Chrisam für die Taufe, aufbewahrt wurden. Auf den bemalten Holztüren aus dem späten 18. Jahrhundert sind die beiden Sakramente dargestellt.
- Das Taufbecken aus Rotmarmor wurde 1689 in der Vorgängerkirche aufgestellt.
- Die Barockkanzel wurde um 1710 geschaffen. Der Schalldeckel wird von den Gesetzestafeln bekrönt. Die Figuren der Evangelisten am Kanzelkorb stammen aus der Zeit um 1750 und gehörten ursprünglich zur 1956 abgebrochenen Kanzel der Filialkirche St. Peter und Paul in Rudelzhofen.
- Die beiden Beichtstühle sind mit den Halbfiguren der Maria Magdalena und des Apostels Petrus aus der Zeit um 1710/15 verziert.
- Die wertvollsten Kunstwerke der Kirche sind das Kruzifix und die Schmerzensmutter an der Südseite des Langhauses. Die Skulptur der Mater dolorosa wurde um 1765 von Ignaz Günther geschaffen, das Kruzifix stammt vermutlich aus seiner Werkstatt. Beide Werke kamen erst um 1874 in die Kirche.

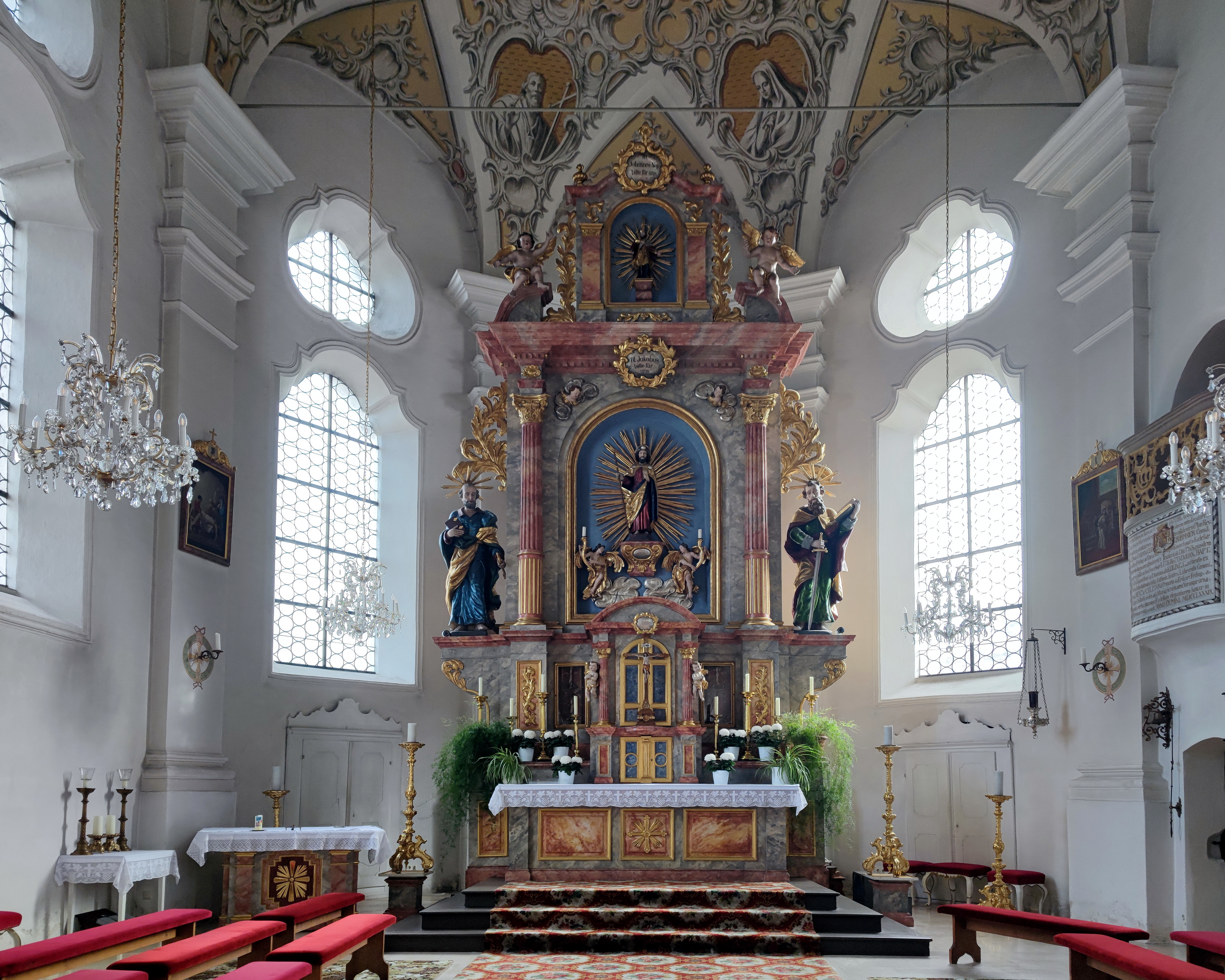
Altarraum
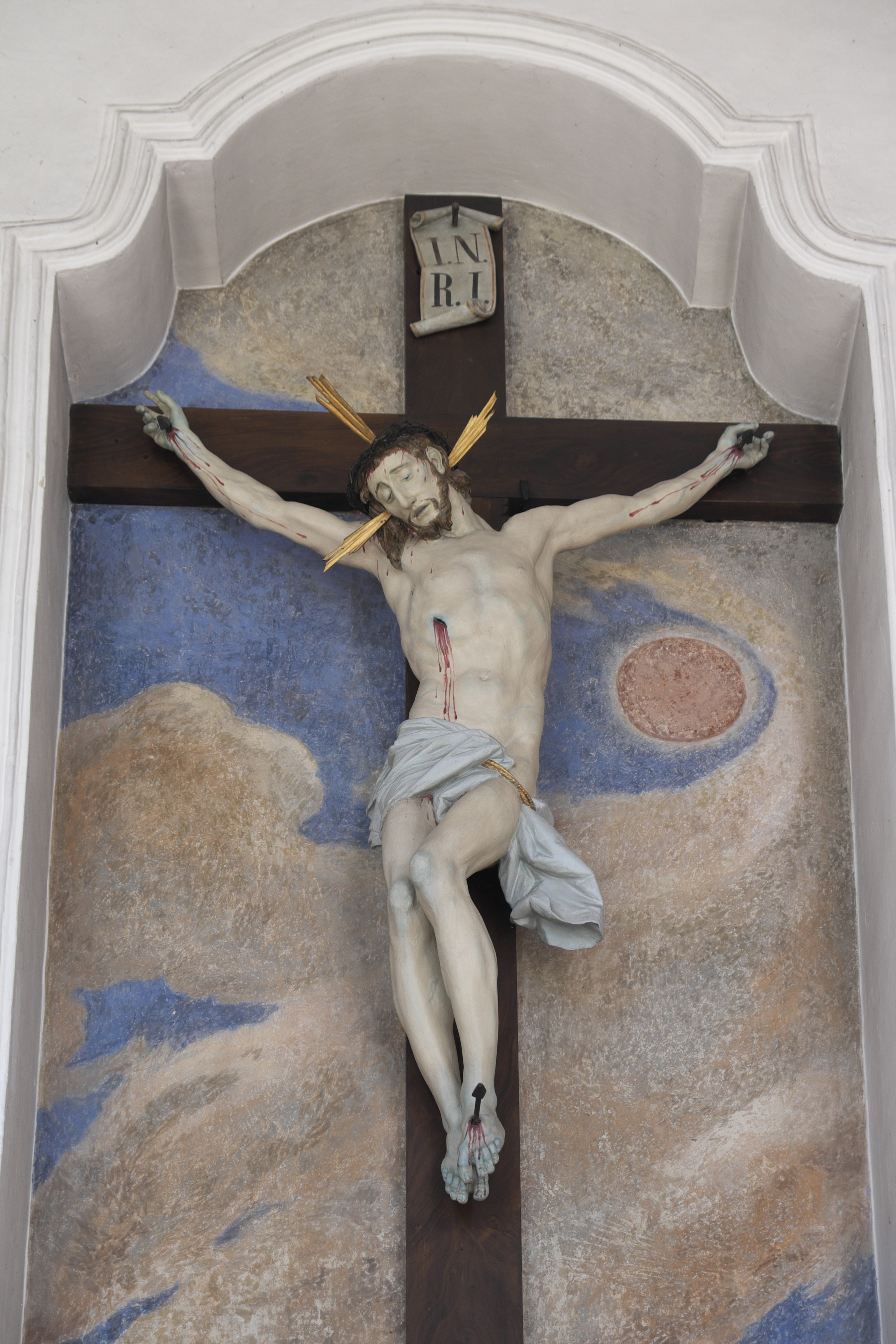
Kruzifix
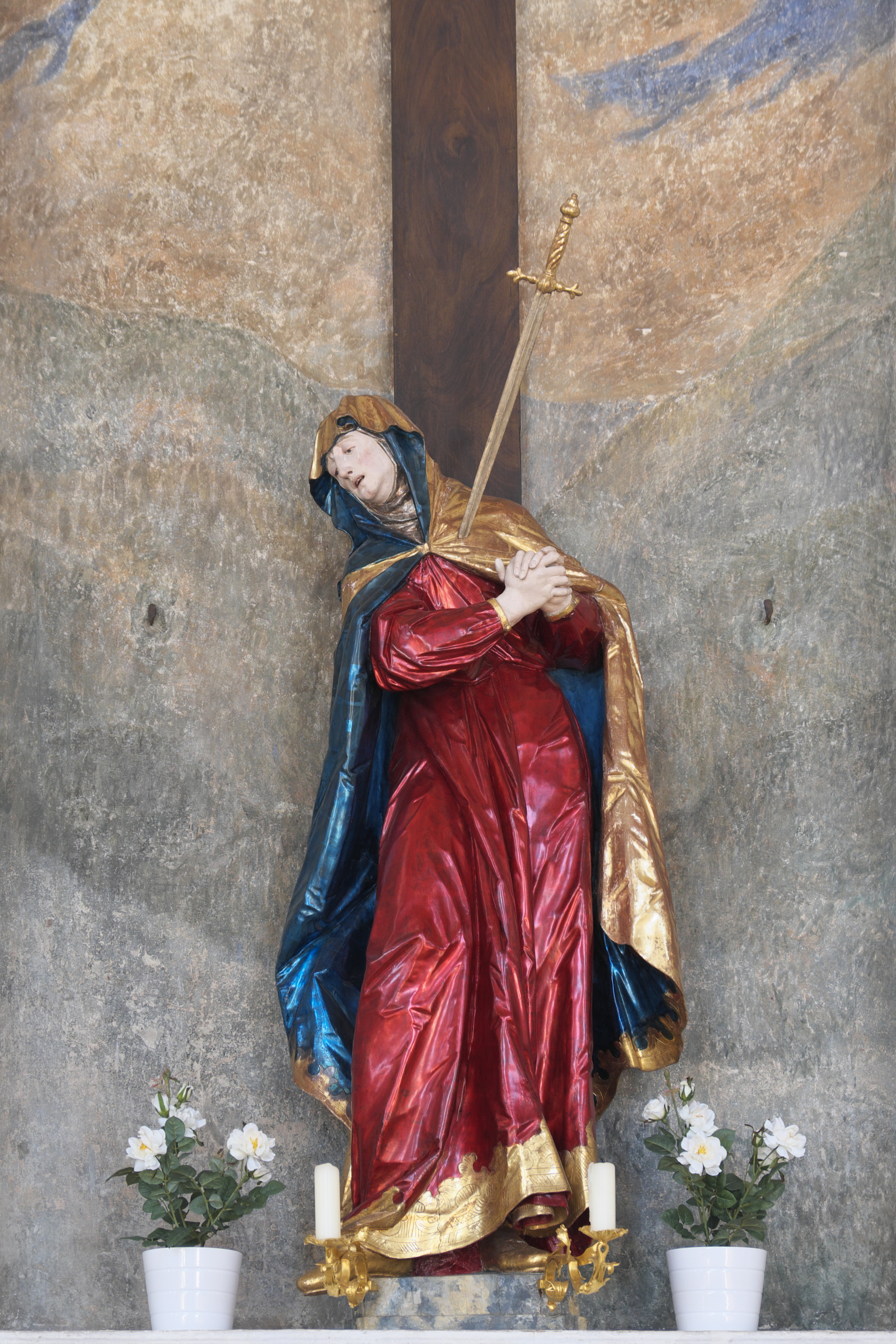
Mater dolorosa
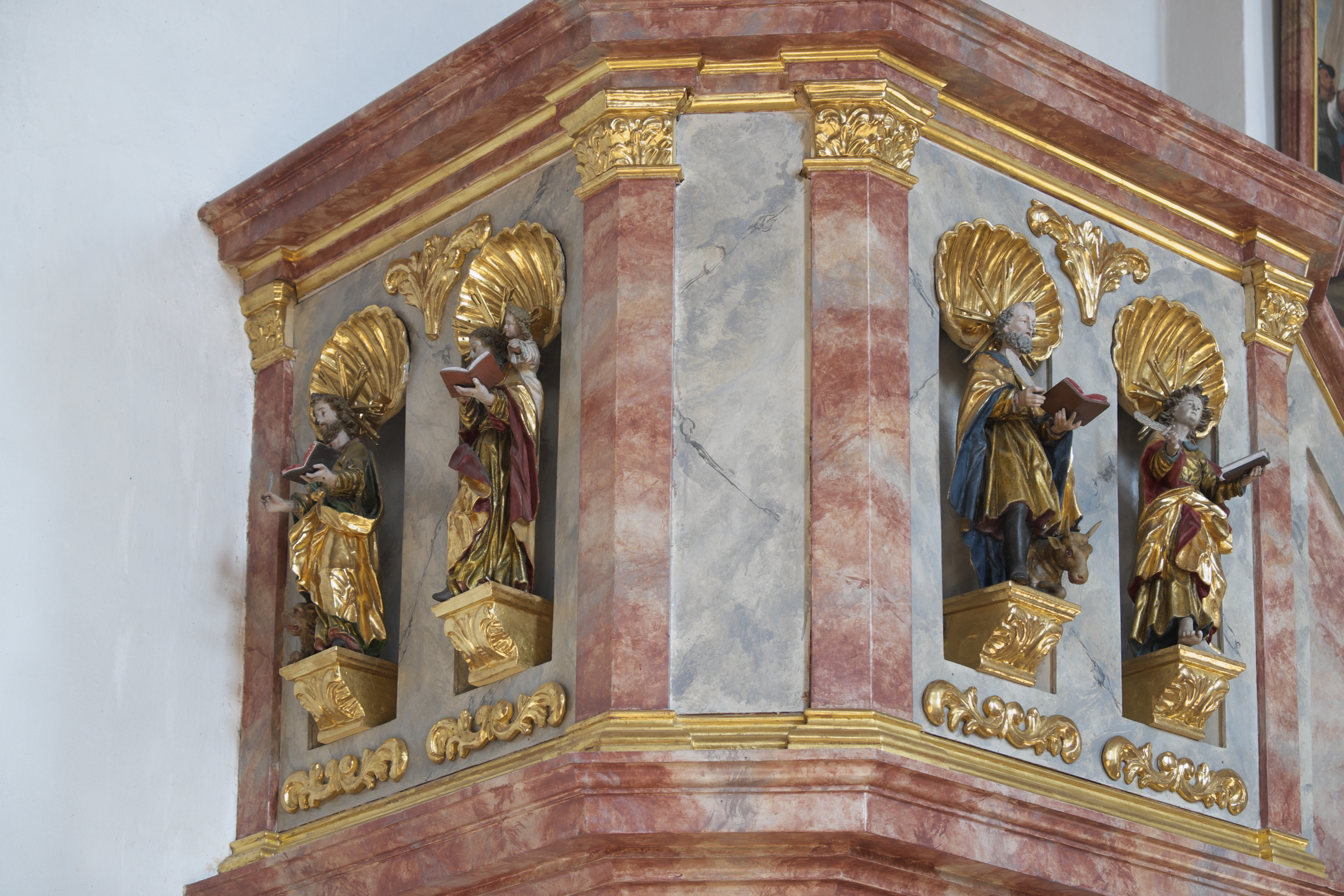
Kanzelkorb
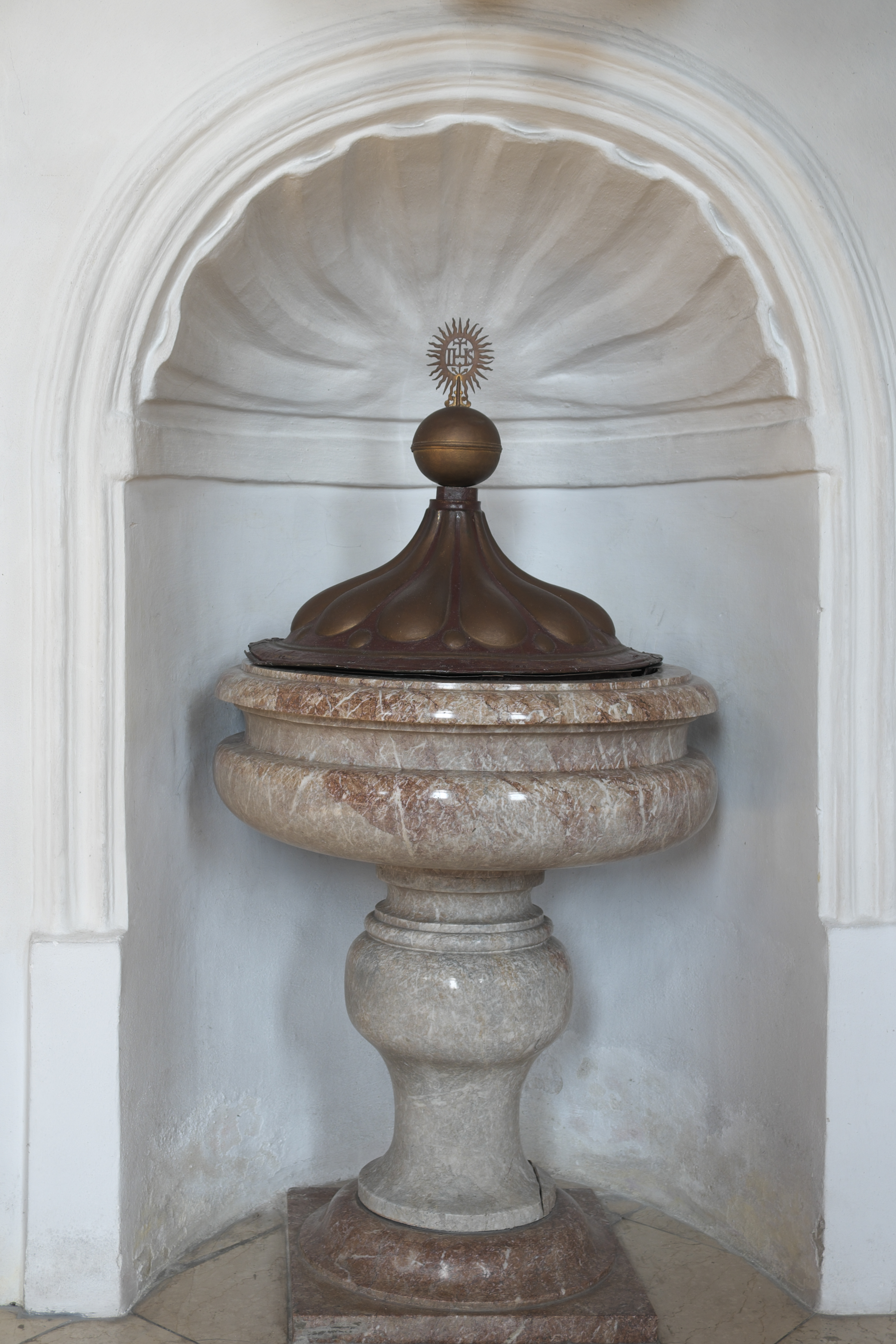
Taufbecken

## Epitaphien
An den Innenwänden der Kirche sind mehrere Epitaphien eingemauert. 
Künstlerisch bedeutend ist das links vom Südportal angebrachte Rokoko-Epitaph des Pfarrers Johann Georg Gröbmaier († 1779), unter dem der Neubau der Kirche erfolgte. Zwei Putti tragen Attribute, die die beiden Tätigkeitsschwerpunkte des Verstorbenen symbolisieren: links Birett, Stola und Messkelch für sein Priestertum, rechts Bauplan und Messlatte für seine Rolle als Bauherr. Bekrönt wird das Epitaph von Vergänglichkeitssymbolen: Totenkopf, Fackel, Sense und abgeknickte Kerze.

## Orgeln

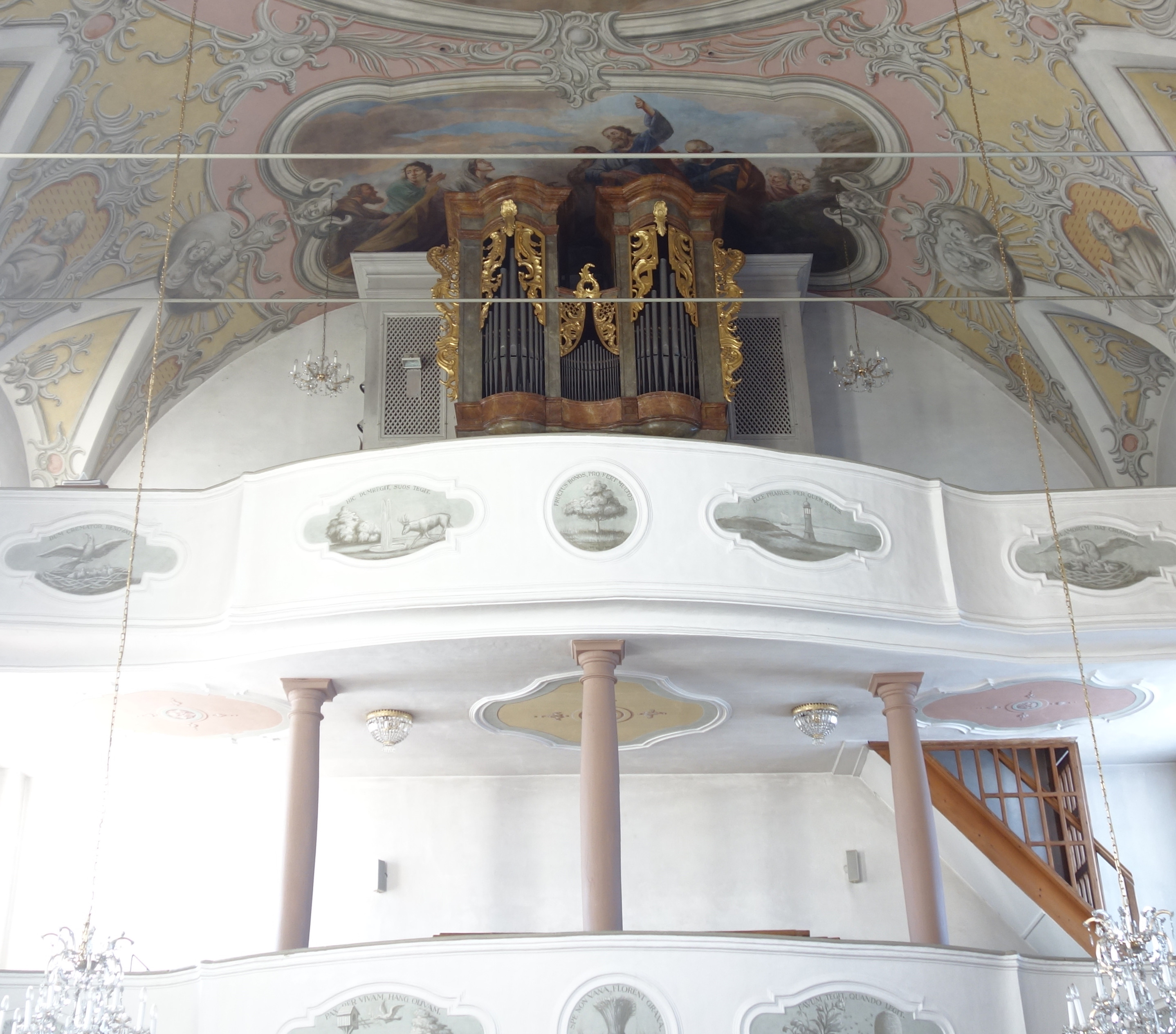
Orgelempore mit den zwei hintereinanderliegenden Orgeln

Auf der Doppelempore sind zwei Orgeln mit zwei separaten Spieltischen aufgestellt. 
Die Barockorgel wurde um 1745 von Quirin Weber gebaut und kam vermutlich erst um 1767 in die Kirche. Sie hat 10 Register auf einem Manual und Pedal.  Die Disposition lautet:
| Manual C–c3 |       |
| Gedeckt     | 8′    |
| Salicional  | 8′    |
| Gamba       | 8′    |
| Flöte       | 4′    |
| Principal   | 4′    |
| Quinte      | 2 ⁄3′ |
| Octav       | 2′    |
| Mixtur III  | 1′    |

| Pedal C–a |     |
| Subbaß    | 16′ |
| Octavbaß  | 8′  |

- Koppel: M/P
- Bemerkungen: Schleiflade, mechanische Spiel- und Registertraktur

Die zweite Orgel wurde 1959 von Orgelbau Carl Schuster & Sohn gebaut. Sie hat 17 Register auf zwei Manualen und Pedal. Die Disposition lautet:
| I. Manual C–f3 |       |
| Quintadena     | 16′   |
| Principal      | 8′    |
| Rohrflöte      | 8′    |
| Octav          | 4′    |
| Spitzgamba     | 4′    |
| Nachthorn      | 2′    |
| Mixtur         | 1 ⁄3′ |

| II. Manual C–f3 |       |
| Salicional      | 8′    |
| Gedackt         | 8′    |
| Principal       | 4′    |
| Flöte           | 4′    |
| Quinte          | 2 ⁄3′ |
| Octav           | 2′    |
| Zimbel          | 1′    |

| Pedal C–f1 |     |
| Subbaß     | 16′ |
| Octavbaß   | 8′  |
| Pommer     | 4′  |

- Koppeln:  II/I, II/P, I/P
- Bemerkungen: Kegellade, elektrische Spiel- und Registertraktur, freistehender Spieltisch